# Charlie Heaton
Charlie Ross Heaton (ur. 6 lutego 1994 w Leeds) – brytyjski aktor i muzyk. Występuje w roli Jonathana Byersa w serialu fantastycznonaukowym Stranger Things, stworzonym dla platformy Netflix. 

## Życiorys

### Wczesne lata
Urodził się w Leeds w hrabstwie West Yorkshire jako syn Shelly Lowe i Crispy’ego Heatona. Dorastał z siostrą Levi. Wychowywany był przez matkę na osiedlu komunalnym w Bridlington. Ukończył Roleplay High School w swoim rodzinnym mieście. 

### Działalność muzyczna
Od wczesnych lat interesował się muzyką. W 2010 w wieku 16 lat przeniósł się do Londynu, aby zamieszkać z ojcem. Tam dołączył do londyńskiego zespołu noise rockowego Comanechi jako perkusista. Wystąpił na drugim albumie Comanechi, You Don’t Owe Me Nothing But Love (2013). Po ponad rocznej trasie koncertowej opuścił grupę Comanechi. Następnie dołączył do londyńskiego psychodelicznego zespołu Half Loon.

### Kariera aktorska
Za radą swojej siostry podpisał kontrakt z agencją talentów dla statystów i wykonawców drugoplanowych. Pierwszą aktorską pracą była rola Charliego w 8-minutowej reklamie dla szwajcarskiej firmy ubezpieczeniowej Życie potrzebuje odwagi (Life Needs Courage, 2014). Pracował w barze, żeby opłacić wyjazd do Los Angeles w sezonie pilotażowym. Wkrótce wystąpił gościnnie w dwóch serialach kryminalnych ITV - Nadkomisarz Banks (DCI Banks, 2015) w roli Gary’ego McCready’ego i Vera (2015) jako Riley. W 2015 znalazł się na liście gwiazd jutra magazynu „Screen Daily”. Po udziale w filmie krótkometrażowym Uczeń (The Schoolboy, 2015) jako Michael Stevens, zagrał w dwóch odcinkach serialu medycznego BBC One Na sygnale (Casualty, 2015). W biograficznym dramacie kryminalnym Rise of the Footsoldier Part II (2015) został obsadzony w roli dilera u boku Luke’a Mably’ego. W 2016 przyjął rolę Jonathana Byersa, starszego syna Joyce (Winona Ryder) i brata Willa (Noah Schnapp), który znika w tajemniczych okolicznościach w serialu Netflixa Stranger Things, za którą w 2018 został nominowany do Teen Choice Awards w kategorii „złodziej scen”.
Był na okładkach magazynów takich jak „GQ” (w kwietniu 2017, w styczniu 2018), „Da Man” (w październiku 2017), „Style” (w marcu 2019) i „Esquire” (w kwietniu 2020).

## Życie prywatne
W latach 2014–2015 był związany z japońską perkusistką i wokalistką Akiko Matsuurą, z którą ma syna Archiego (ur. 2014). W styczniu 2016 związał się z Natalią Dyer.

## Filmografia

### Film
| Rok  | Tytuł                           | Rola                        | Uwagi                            |
| ---- | ------------------------------- | --------------------------- | -------------------------------- |
| 2015 | The Schoolboy                   | Michael Stevens             | krótkometrażowy                  |
| 2015 | Rise of the Footsoldier Part II | Dealer                      | inny tytuł: Reign of the General |
| 2015 | Urban & the Shed Crew           | Frank                       |                                  |
| 2016 | Jaki jesteś                     | Mark                        |                                  |
| 2016 | Osaczona                        | Stephen Portman             |                                  |
| 2017 | Tajemnica Marrowbone            | Billy                       |                                  |
| 2020 | Nowi mutanci                    | Samuel Guthrie / Cannonball |                                  |
| 2021 | No Future                       | Will                        |                                  |
| 2021 | Pamiątka: Część II              | Jim                         |                                  |

### Telewizja
| Rok     | Tytuł           | Rola                          | Uwagi         |
| ------- | --------------- | ----------------------------- | ------------- |
| 2015    | DCI Banks       | Gary McCready                 | 2 odc.        |
| 2015    | Vera            | Riley                         | 1 odc.        |
| 2015    | Na sygnale      | Luke Dickinson, Jason Waycott | 2 odc.        |
| od 2016 | Stranger Things | Jonathan Byers                | główna obsada |
| 2020    | Soulmates       | Kurt Shepard                  | 1 odc.        |